# Arctosa springiosa
Arctosa springiosa är en spindelart som beskrevs av Yin et al. 1993. Arctosa springiosa ingår i släktet Arctosa och familjen vargspindlar. Inga underarter finns listade i Catalogue of Life.